# Uxem
 Uxem  (en neerlandés Uksem) es una población y comuna francesa, en la región de Norte-Paso de Calais, departamento de Norte, en el distrito de Dunkerque y cantón de Dunkerque-Est.

## Demografía
| 375 | 374 | 682 | 950 | 1128 | 1076 |
| Para los censos de 1962 a 1999 la población legal corresponde a la población sin duplicidades (Fuente: INSEE [Consultar]) |     |     |     |      |      |